# آلبرتو مارکووکیو
آلبرتو مارکووکیو (انگلیسی: Alberto Marcovecchio; ۶ مارس ۱۸۹۳ – ۲۸ فوریهٔ ۱۹۵۸) بازیکن فوتبال اهل آرژانتین بود.
از باشگاه‌هایی که در آن بازی کرده‌است می‌توان به باشگاه فوتبال راسینگ کلوب آویاندا اشاره کرد.
وی همچنین در تیم ملی فوتبال آرژانتین بازی کرده‌است.